# Salvatore Quasimodo
Salvatore Quasimodo ([salvaˈtoːre kwaˈziːmodo] * 20. August 1901 in Modica, Provinz Ragusa, Sizilien; † 14. Juni 1968 in Neapel) war ein italienischer Lyriker und Kritiker. 1959 wurde ihm der Nobelpreis für Literatur verliehen.

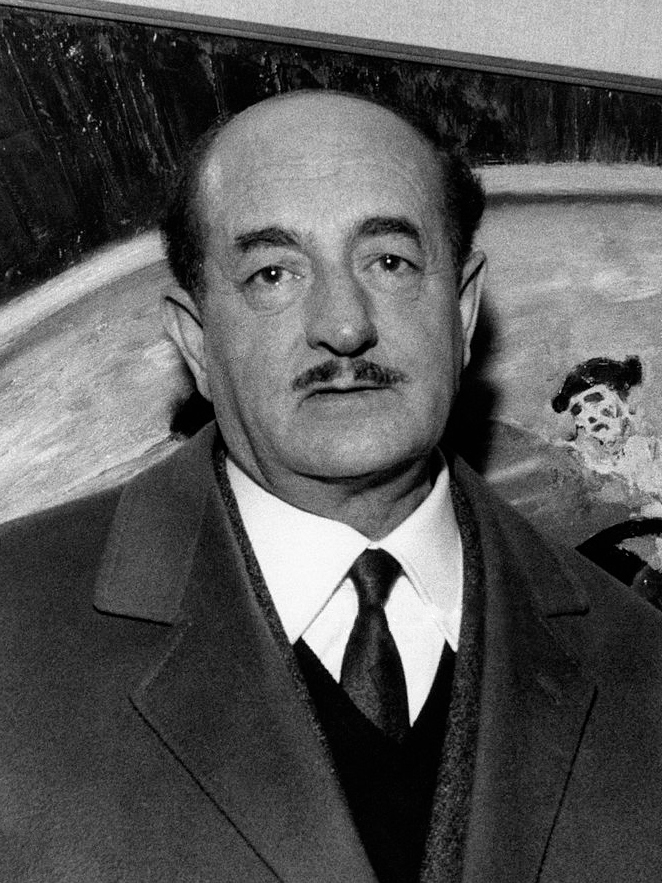
Salvatore Quasimodo (1968)

## Leben
Salvatore Quasimodo, Sohn eines Eisenbahners, verbrachte seine Kinder- und Jugendzeit auf Sizilien. Nach der Schule, ab 1919, studierte er in Rom am Polytechnikum, beschäftigte sich auch mit Altphilologie, machte jedoch ein Examen als Bauingenieur. Bis zum Jahr 1938 arbeitete er als Landvermesser und kam so in mehrere Regionen und Städte Italiens wie Palermo, Messina, Reggio Calabria, Rom, Florenz, Imperia, Sardinien und Sondrio. In dieser Zeit entdeckte er sein Talent zum Dichten und veröffentlichte 1930 einen ersten Gedichtband Acque e Terre (zu deutsch Wasser und Erde).
Sein Sujet ist die sizilianische Heimat, die er in melodischen, aber nicht gereimten Versen darbietet. Den Stil Quasimodos bezeichnen Fachleute als Hermetismus, der häufig schwer verständliche Wortgeflechte enthält, aber auch sehr Lyrisches und gleichzeitig Mystisches. Der Gedichtband wurde ein großer Erfolg in Italien.
Außerdem versuchte er sich in dieser Zeit auch als Theaterkritiker und Journalist für die Zeitschrift Il Tempo. Im Jahr 1941 wurde er zum Professor für Literaturgeschichte an das Konservatorium Mailand berufen.
Während des Zweiten Weltkriegs schloss sich Quasimodo der Kommunistischen Partei an und beteiligte sich am Widerstandskampf gegen das faschistische Italien unter Mussolini. Die Konfrontation mit der harten Realität führte dazu, dass die folgenden Dichtungen sich mit der Realität befassten, eine Abkehr von den früheren Verklärungen ist zu verzeichnen.
Quasimodo steht mit seinem Schaffen gleichberechtigt neben Giuseppe Ungaretti oder Eugenio Montale. Seine Lyrik kommt aus dem Symbolismus und thematisiert seine Heimat Sizilien mit ihren Traditionen.
Auch hat er sich als Übersetzer der altrömischen Dichter Catull, Ovid und Vergil, der altgriechischen Dichterin Sappho sowie Shakespeares, Pablo Nerudas und Pericle Patocchis hervorgetan.
Vorübergehend war Quasimodo mit Alda Merini liiert.

## Auszeichnungen

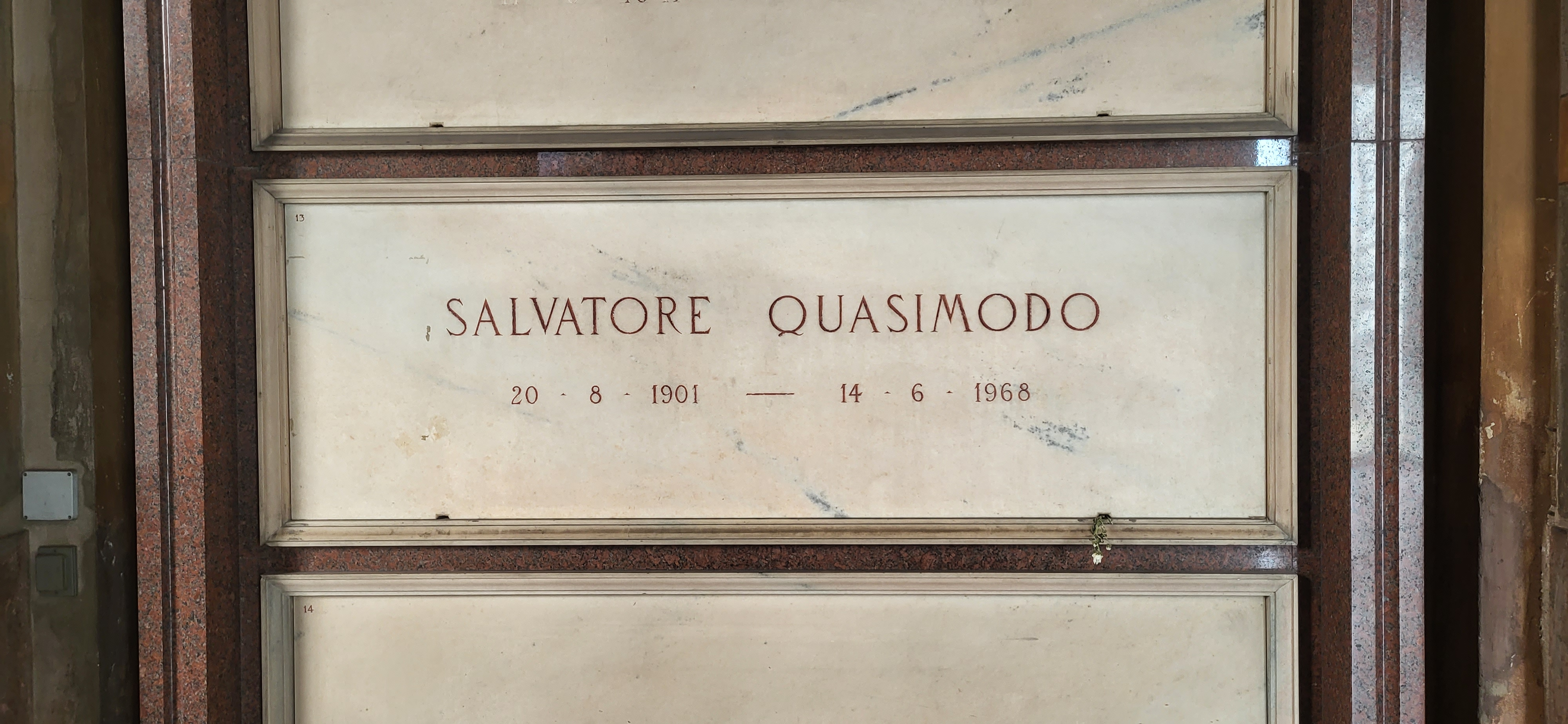
Grabstätte Salvatore Quasimodo

Für sein dichterisches Werk erhielt Quasimodo vom Nobelpreiskomitee am 22. Oktober 1959 den Nobelpreis für Literatur. In der Laudatio des Vorsitzenden des Schwedischen Literatur-Nobelpreiskomitees heißt es, Quasimodo sei „ein Erneuerer der modernen Dichtung“, sein „menschliches Pathos bricht unwiderstehlich die hermetische Form, in der er zuerst gebunden war.“
Zuvor hatte er den Ätna-Taormina-Preis für Lyrik erhalten (1953) und den Viareggio-Preis.
1962 wurde er in die American Academy of Arts and Sciences gewählt. Im Jahr 1967 verlieh ihm die Oxford University die Ehrendoktorwürde.
Quasimodo wurde nach seinem Tod in der Ehrenhalle des Cimiterio Monumentale in Mailand beigesetzt.

## Werke (Auswahl)

### Übersicht nach Jahren
| - 1930: Acque e Terre - 1932: Oboe Sommerso (Versunkene Oboe) - 1933: Odore di eucalyptus (Geruch des Eukalyptus) - 1936: Erato e Apollion - 1936: Poesie (1938) | - 1942: Nuove Poesie - 1942: Ed è subito sera (Und plötzlich ist es Abend) - 1947: Tag um Tag - 1955: Il falso e vero verde (Das falsche und das wahre Grün) - 1958: La terra impareggiabile (Das unvergleichliche Land) |

### Werkausgaben auf Deutsch (Auswahl)
- Gedichte 1920–1965. Italienisch–Deutsch, ausgewählt und übersetzt von Christoph Ferber, mit einem Nachwort von Georges Güntert und Kommentaren von Antonio Sichera. Dietrich’sche Verlagsbuchhandlung, Mainz 2010, ISBN 978-3-87162-071-3.
- Das Leben ist kein Traum.[2] Ausgew. Gedichte. Italienisch–Deutsch, übertragen und Nachwort von Gianni Selvani. Piper, München, Zürich 1987, ISBN 978-3-492-10696-2.
- Ein offener Bogen.[3] Italienisch–Deutsch, übertragen und Nachwort von Gianni Selvani. Piper, München, Zürich 1989, ISBN 978-3-492-11111-9.
- Unmerklich tanzt die Zeit. Gedichte. Hrsg. von Thea Mayer. Volk & Welt, Berlin 1967